# Live (album, Druhá tráva)
Live (1995) je první koncertní album Roberta Křesťana a Druhé trávy. Obsahuje 14 skladeb, z nichž jsou některé instrumentální.

## Seznam písniček
1. Muleskinner Blues – 2:20 (Jimmie Rodgers)
2. Tři strážníci – 2:44 (Jaroslav Ježek)
3. Ossian (Holly Wells of Ireland, Peter Rowan / Robert Křesťan) + Ossian (instrumentální, Luboš Malina) – 4:35
4. Praha bolestivosti – 3:29 (Robert Křesťan)
5. Jíra z Maršova – 3:47 (Jiří Meisner)
6. Za poslední lodí – 4:59 (Robert Křesťan)
7. Skočná – 5:02 (Bedřich Smetana, aranžmá Luboš Malina)
8. On And On – 3:37 (Bill Monroe)
9. Než zazvoní hrana – 5:55 (Robert Křesťan)
10. Na plese vévodkyně z Richmondu – 5:24 (Robert Křesťan)
11. Mama Don't Allow – 3:00 (tradicionál)
12. Ještě jedno kafe (One More Cup of Coffee) – 4:47 (Bob Dylan / Robert Křesťan)
13. Orange blossom-special – 4:58 (E. T. Rouse)
14. Zátiší s buvoly – 3:36 (Luboš Novotný)